# Kriegsgefangenenfriedhof Frauenkirchen

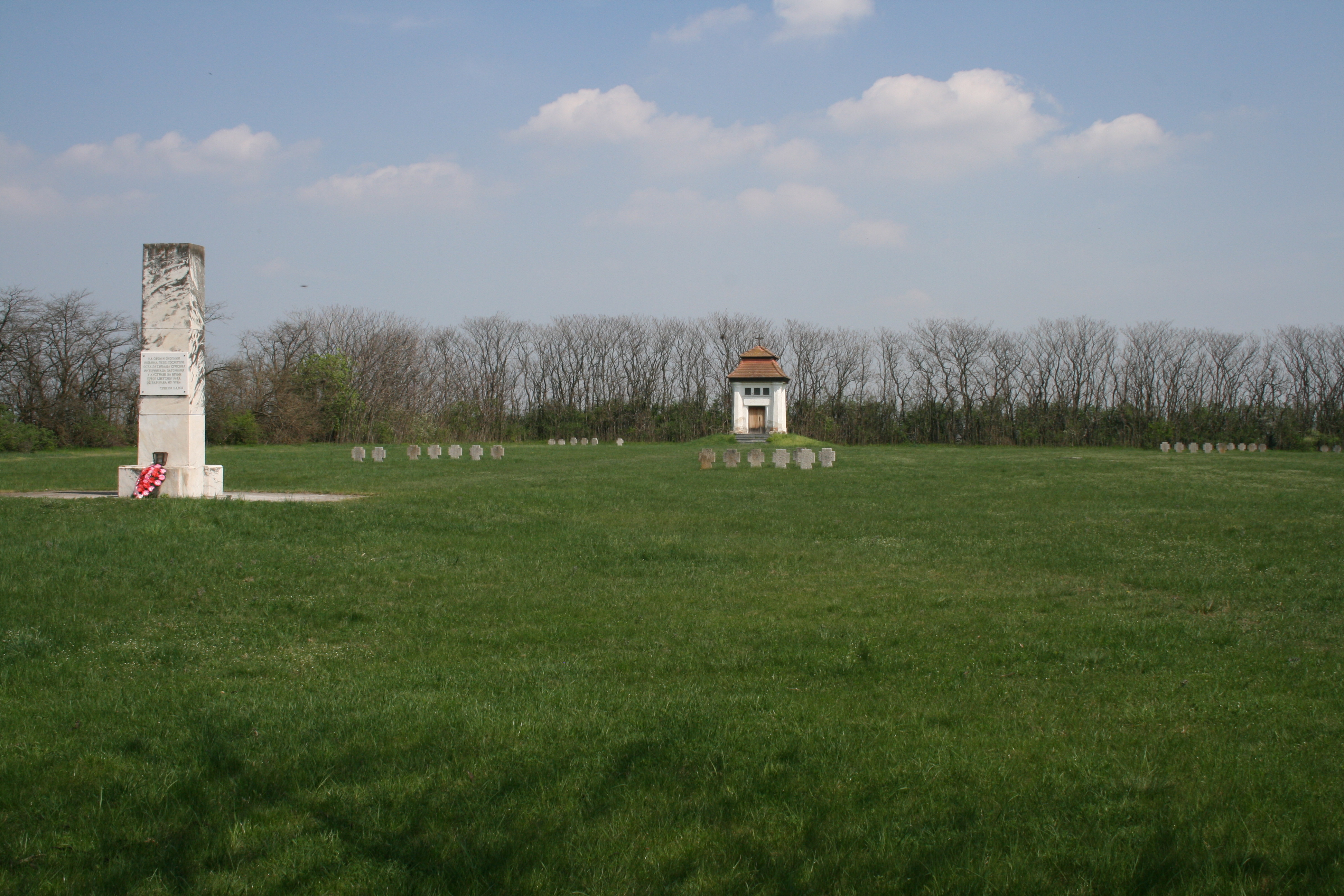
Kriegsgefangenenfriedhof (2013)

Der Kriegsgefangenenfriedhof in Frauenkirchen im Burgenland (auch Serbenfriedhof) beinhaltet Gräber von Kriegsgefangenen des Ersten Weltkrieges. Die Kriegsgefangenen stammten vorwiegend aus Serbien, Montenegro, Russland und Italien.

## Das Kriegsgefangenen- und Internierungslager Frauenkirchen/Boldogasszony
Die Errichtung des Kriegsgefangenenlagers in Boldogasszony/Frauenkirchen begann bereits im September 1914, wobei dafür russische Gefangene herangezogen wurden. In weiterer Folge wurde das Lager zweimal erweitert und hatte ab 1916 einen Lagerstand von rund 30.000 Gefangenen, wobei sich jedoch rund 2/3 der Gefangenen auf Arbeitseinsatz außerhalb des Lagers befanden.
Das Lager Boldogasszony verfügte unter anderem über einen eigenen Grundwasserbrunnen, eine Stromkraftanlage, eine Feldbahn und ein Lagerpostamt. Mit der Bewachung des Lagers wurde das königlich-ungarische XIV. Landsturm-Wachbataillon betraut, wobei im Lager zwischen 300 und 1.200 Mann und zwischen 13 und 26 Offizieren Wache hielten.
Befanden sich beim Aufbau vielfach russische Gefangene im Lager, so wurde bereits im Herbst 1914 das Lager Boldogasszony zu einem serbischen Kriegsgefangenenlager umfunktioniert. Das Kriegsgefangenenlager Boldogasszony war seit seinem Bestehen zugleich auch ein Internierungslager. Die deportierten Zivilpersonen, im Lager waren Männer, Frauen und Kinder aller Altersgruppen, kamen aus Serbien, Montenegro und der Bukowina. Im Sommer 1916 wurden rund 2.500 montenegrinische Internierte ins Lager gebracht. In Frauenkirchen waren nur wenige Offiziere, zumeist Montenegriner und Italiener, in abgesonderten Baracken inhaftiert.
Der Tagesablauf der Gefangenen war straff organisiert, er bestand aus Arbeitszeiten, Ruhepausen, hygienischen Maßnahmen und Freizeit. Um die Autarkie des Lagers gewährleisten zu können, richtete das Lagerkommando Werkstätten für Tischler, Schneider, Schlosser und Schuster ein.
Der Aufbau des Lagers erfolgte unter massivem Zeitdruck, sodass Missstände bei der Errichtung vorhersehbar waren. Die mangelhaften hygienischen Vorkehrungen und die massive Konzentration von Personen auf engstem Raum führten im Winter 1914/15 dazu, dass sich Epidemien wie Flecktyphus rasch ausbreiten konnten. Die Epidemie erreichte Anfang Februar 1915 mit über 100 Todesopfern täglich ihren beklagenswerten Höhepunkt. Ein Inspektionsbericht vom 10. April 1915, sprach von 3.690 Flecktyphusopfern.
Ab Sommer 1915 wurden die Kriegsgefangenen zu Arbeiten in der Land- und Forstwirtschaft, im Gewerbe, in der Industrie, im Bergbau und im Militärbereich herangezogen.
Mit Kriegsende setzte die Repatriierung der Gefangenen ein und gleichzeitig wurde das Lager von den heimkehrenden Kriegsgefangenen und der Zivilbevölkerung geplündert. Die Baracken und Restimmobilien wurden 1919 zum Kauf angeboten, sodass vom ehemaligen Kriegsgefangenenlager innerhalb kürzester Zeit nur der Friedhof übrig blieb. Auf diesem wurden zwischen 4.500 und 6.000 Personen in Einzelgräbern und 14 Schachtgräbern, die aus der Typhusepidemiezeit stammen, beerdigt. Mit der Pflege und Instandhaltung des Friedhofes wurde das „Schwarze Kreuz“ betraut. Die markanten Elemente des Friedhofes sind heute die italienische Kapelle, die bereits während des Bestehens des Lagers von italienischen Gefangenen erbaut wurde, und das rund 2,5 m hohe steinerne „Serbenkreuz“. Das jugoslawische Denkmal wurde 1954 feierlich eingeweiht.